# Young Women for Change
Young Women for Change (YWC) és una organització sense ànim de lucre fundada l'abril de 2011 que vetlla pels drets de la dona a Kabul, Afganistan basada en el treball de voluntaris. Fan campanyes per la igualtat de gènere i s'esforcen per potenciar i millorar la vida de les dones a l'Afganistan.
Young Women for Change és una nova però coneguda organització entre els joves de l'Afganistan.